# ВСС «Вінторєз»
Гвинтівка снайперська спеціальна (ВСС від рос. винтовка снайперская специальная) «Вінторєз» (Індекс ГРАУ — 6 П29) — снайперська гвинтівка безшумної стрільби. Створена в ЦНДІ «Точмаш» в Климовську на початку 1980-х років під керівництвом Петра Івановича Сердюкова. Призначена для озброєння підрозділів спеціального призначення.

## Історія розробки
До 1970-х років підрозділами спеціального призначення СРСР застосовувалися переважно допрацьовані зразки стрілецько-гранатометної зброї загальновійськового призначення, оснащені глушниками спеціальними набоями з дозвуковою швидкістю польоту кулі. Як приклад можна навести комплекси «Тиша» на базі АКМ і «Канарейка» на базі АКС-74У, а також пістолети ПБ і АПБ. Однак подібні рішення мали свої вади (наприклад, значне збільшення розмірів у пістолетів з глушниками, різке зниження дальності ефективної стрільби у автоматів з ПБС−1 і його обмежений ресурс), тому паралельно в ЦНИИТОЧМАШ під керівництвом НДУ КДБ і ГРУ ГШ СРСР створювалися спеціальні зразки вузькоспрямованого призначення, які б могли забезпечувати велику скритність дій спецпідрозділів.
Суперечливі тактико-технічні вимоги до снайперської гвинтівки і автомата, висунуті різними відомствами, стали причиною затягування робіт і до 1983 року вимоги були узгоджені лише для снайперської гвинтівки, які полягали в наступному:
- потайливе ураження живої сили противника на відстані до 400 м;
- пробиття сталевого армійського шолома на відстані 400 м;
- можливість використання оптичних прицілів вдень і електронно-оптичних вночі;
- компактність і легкість;
- можливість розбирання на основні вузли для прихованого транспортування і швидке збирання після цього.

У ході розробки конструкторам довелося зіткнутися з суперечливістю вимог, особливо великі проблеми викликала розробка нового боєприпасу (детальніше у статті 9x39 мм). Перший варіант гвинтівки, який одержав індекс РГ036, був створений під керівництвом В. Ф. Краснікова під патрон 7,62 мм, що застосовувався в безшумних комплексах на базі автомата Калашникова. Гвинтівка мала оригінальну конструкцію системи газовідведення: розташований навколо ствола кільцеподібний газовий поршень виступав також у ролі задньої стінки розширювальної камери глушника. Це спрощувало і полегшувало конструкцію зброї, однак негативно позначилося на надійності в різних умовах експлуатації.
Наприкінці 1981 року був створений другий варіант гвинтівки під тим же індексом, але під набої РГ037 і з традиційнішим газовідведенням через бічний отвір у стінці ствола, який жорстко замикається поворотом затвора. Система глушіння звуку пострілу складалася з камерного надульного глушника і розширювальної камери і дозволяла знизити звуковий тиск до рівня пістолета ПБ. Крім цього, особливостями гвинтівки були невеликі габарити (довжина — 815 мм) і мала вага (всього 1,8 кг), попри які, вона забезпечувала ураження живої сили в армійських касках або за листовою сталлю завтовшки 1,6 мм.
Нова гвинтівка витримала попередні випробування, проте в 1985 році були затверджені вимоги для безшумного автомата, виходячи з яких, він повинен був забезпечувати ураження противника в бронежилетах 6Б2 на відстані 400 м. У зв'язку з цим конструктори гвинтівки прийшли до висновку, що патрон РГ037 виявиться неефективним для боротьби з противником у перспективних засобах індивідуального захисту, тому подальші роботи по ньому були припинені, а снайперська гвинтівка — повністю перероблена під розроблений незабаром патрон 9x39 мм. На озброєння підрозділів КДБ і ГРУ вона надійшла в 1987 році і надалі послужила основою для розробки АС «Вал».

## Опис
Гвинтівка характеризується високою надійністю, компактністю, точністю. Використовується з магазинами автомата АС. Штатні патрони СП-5 та СПП мають різну балістику, тому снайпери, в залежності від уподобань, налаштовують свої гвинтівки для ефективної стрільби під вподобаний тип патрона. Серед мінусів — відсутність щоки на прикладі, що, мабуть, зроблено для швидкого переходу при стрільбі на механічні прицільні пристосування. Принцип роботи автоматики — газовідвід. Замикання за схемою Мондрагона (на ньому ж заснована робота затвора Калашникова і безлічі інших систем зброї) здійснюється поворотом личинки затвора при поступальному русі затворної рами — з замиканням на шість бойових упорів.
Ударно-спусковий механізм забезпечує як ведення вогню одиночними пострілами, так і стрільбу чергами. Треба зауважити, що ведення автоматичного вогню через глушник, незалежно від його конструкції, завжди негативно позначається на якості перезаряджання. Порохові гази не встигають розсіятися і охолодитися, не встигає впасти тиск. ВСС має інтегрований у конструкцію глушник розширювального типу з відбиваючими ударні хвилі порохових газів кільцевими елементами-діафрагмами.
Ствол має кілька отворів для скидання тиску в задню порожнину глушника (що й відрізняє інтегрований глушник від звичайного). Для чищення і зберігання глушник може бути відділений, проте стрільба без нього заборонена. Глушіння звуку пострілу засноване на інтегруючому принципі. При проходженні кулі через отвори в стінках ствола порохові гази проникають через них у розширювальну камеру глушника не відразу, а послідовно. При такому послідовному розширенні розпечених порохових газів їхня температура падає, отже, скорочується обсяг і «вихлопний» тиск. Крім того, при описаному процесі єдиний звуковий вихлоп дробиться на багато складових. Залишкові звукові хвилі, відбиваючись від косо поставлених перегородок сепаратора, накладаються одна на одну в протилежних фазах і взаємно поглинаються.
Прицільні пристосування гвинтівки складаються з відкритого механічного прицілу (на задній частині глушника регульований цілик, градуйований до 400 м, і розміщена на дуловій частині глушника мушка із захисною стійкою), а також бічного кронштейна для кріплення ряду оптичних і нічних прицілів. Зокрема, штатного оптичного прицілу ПСО-1.
ВСС оснащена дерев'яним нескладним прикладом, вельми схожим за конструкцією на приклад гвинтівки СВД, але з більш широкою та зручною рукояткою управління. Приклад знімається для зменшення габаритів при зберіганні зброї.
На базі ВСС розроблений і прийнятий на озброєння спеціальний автомат «Вал», який відрізняється від ВСС наявністю складного металевого приклада, магазином більшої місткості — 20 замість 10 патронів (магазини взаємозамінні). Споряджатися магазин може обоймами.
На ВСС є кріплення типу «ластівчин хвіст», внаслідок чого може прикріплятися приціл типу ПСО-1, будь-який штатний нічний приціл (НСПУМ, НСПУ-3), а також приціли типу ПО-3х34 зі спеціальним перехідником; на кожусі глушника встановлений також відкритий секторний приціл.
Ресурс ВСС офіційно становить 1500 пострілів, але при своєчасному догляді, чищенні та змащенні зброя витримує до 5000 пострілів без погіршення якості бою.
ВСС не є повністю безшумною зброєю. Звук пострілу приблизно відповідає малокаліберній гвинтівці і може бути почутий лише в тиші, що значно краще, ніж у зброї з так званими тактичними глушниками.

## Історія застосування

### Перша чеченська війна
Перше бойове застосування гвинтівок ВСС сягає Першої чеченської війни, коли цими гвинтівками почали озброювати загони спеціального призначення.
Чеченські бійці, що зіткнулися з ВСС та зазнали від неї великих втрати, швидко оцінили якість нової російської зброї.
|                                                                             | Чеченців сильно дратують безшумні снайперські гвинтівки росіян. «Ніяк не можемо засікти, звідки вони б'ють» — спльовували в серцях ополченці |
| — Е. Абдулаєв. «Над Грозним містом гуркіт». Журнал «Солдат удачі», № 4 1995 | |

Володимир Ольгін, командир однієї з рот спецназу федеральних сил, схарактеризував зв'язку ВСС «Вінторєз»/АС «Вал», як ідеальну систему для військ спеціального призначення, вміле використання якої дозволяє творити дива. Особливо автор зазначив якість використання ВСС при вирішенні завдання «зняття чатового» — був випадок, коли бійці загону знищили з ВСС 5 чеченців ще до того, як основна група противника зрозуміла, що відбувається.
|                                                                               | У місті — незамінна річ, їй і ніч не перешкода. Противник не чує і не бачить. Головне, боєприпасів побільше (а от з ними була сутужно). Метрів до 300 стріляєш, як у тирі, головне — вивірка прицілу, вночі результат аналогічний. |
| — Ш. Алієв. «Куди подівся кривавий досвід?». Журнал «Солдат удачі», № 11 1997 | |

7 січня 1995 потрапив в оточення загін спецназу Головного Розвідувального Управління (ГРУ) з 22-ї бригади спецпризначення. У полоні у чеченців виявилося 48 осіб, чеченці так само захопили снайперські гвинтівки «Вінторєз».
Після надходження ВСС у війська, на склади за непотрібністю були відправлені всі АКМС з приладами безшумної та безполум'яної стрільби.

### Російсько-грузинська війна
Під час грузино-осетинського конфлікту ВСС використовувалася обома сторонами (як осетинською, так і грузинською), а під час російсько-грузинської війни 2008 року — російськими військами.
Зокрема, 29 січня 2007 року грузинські військові атакували південноосетинських бойовиків з використанням АКМ і ВСС. Троє сепаратистів були поранені.

### Російсько-українська війна
Використовувалась проросійськими силами в конфлікті на сході України 2014—2015 рр.
27 серпня 2014 року оператор Тарас Чкан на автошляху Т 0507 між Іловайськом та Многопіллям зазняв на відео знайдену гвинтівку ВСС «Вінторєз». Відео було опубліковано на Youtube-каналі журналіста Ростислава Шапошнікова.
16 травня 2015 року близько 15:00 поблизу населеного пункту Щастя, що на Луганщині, стався бій між диверсійно-розвідувальною групою бойовиків та підрозділами сил АТО. В ході бою двоє російських спецпризначенців були затримані військовослужбовцями 92-ї механізованої бригади. Під час бою російські військовослужбовці отримали поранення й були захоплені в полон, серед затриманих — командир групи спецназ 3-ї бригади ЗС РФ капітан Євген Єрофєєв і сержант Олександр Александров. У затриманих вилучено автомат АК російського виробництва та спеціальну снайперську гвинтівку — BCC «Вінторєз».
Поблизу населеного пункту Димер на Київщині спецпризначенці ГУР МО України знищили колону Росгвардії. Залишені окупантами в розбитих машинах документи 748 окремого батальйону оперативного призначення Росгвардії (в/ч 6912, м. Хабаровськ) серед яких був атестат з переліком наявної в підрозділі зброї. В переліку було названо, зокрема, гвинтівку ВСС «Вінторєз», автомати СР.3М та АС «Вал» та набої для них.

### Інтервенція Росії в Сирію
Гвинтівки ВСС «Вінторєз» були помічені на озброєнні російських військових в Сирії.

### Події
5 червня 2009 року з гвинтівки «Вінторєз» був убитий міністр внутрішніх справ Дагестану Адільгірей Магомедтагіров.